# Nectarinia
Nectarinia är ett fågelsläkte i familjen solfåglar inom ordningen tättingar. Tidigare dominerade släktet familjen och inkluderade exempelvis Leptocoma, Chalcomitra och Cinnyris. Numera omfattar släktet enbart sex arter, alla med utbredning i Afrika söder om Sahara:
- Svartlila solfågel (N. bocagii)
- Purpurbröstad solfågel (N. purpureiventris)
- Tekezésolfågel (N. tacazze)
- Bronssolfågel (N. kilimensis)
- Malakitsolfågel (N. famosa)
- Rödtofsad solfågel (N. johnstoni)